# 中村雄次郎
中村 雄次郎（なかむら ゆうじろう、嘉永5年2月28日（1852年3月18日） - 昭和3年（1928年）10月20日）は、日本の陸軍軍人、政治家。陸軍中将正二位勲一等功四級男爵。貴族院議員。

## 経歴
大庄屋・中村一貫の二男として本籍地である伊勢国一志郡波瀬村（現・三重県津市）で生まれた。生家は素封家だったが、幼年期には没落していた。
陸軍大学校教授、参謀本部陸軍部第一局第一課長、砲兵第一方面提理、陸軍省軍務局砲兵事務官長、陸軍士官学校校長、陸軍次官兼軍務局長等を歴任。
1907年に日清、日露戦争の功により男爵を叙爵される。また、貴族院議員、八幡製鉄所長官、南満洲鉄道総裁、宮内大臣、枢密顧問官等も務めた。

## 年譜
- 明治5年7月（1872年） - フランス留学（- 1874年1月）
- 1874年（明治7年）2月 - 陸軍中尉・大阪鎮台付
  - 8月 - 砲兵第7大隊付
- 1876年（明治9年）4月 - 大阪予備砲兵第2大隊付
- 1877年（明治10年）2月 - 砲兵支廠付
- 1879年（明治12年）10月 - 大阪砲兵工廠監務
- 1880年（明治13年）4月 - 陸軍士官学校教官
  - 5月 - 砲兵大尉
- 1882年（明治15年）12月 - 陸大教授心得・陸士教官
- 1885年（明治18年）5月 - 砲兵少佐
- 1886年（明治19年）5月 - 参謀本部第2局員・兼陸大教授（- 1888年5月）
- 1887年（明治20年）4月 - 参謀本部陸軍部第1局第1課長
- 1888年（明治21年）5月 - 砲兵会議事務官兼議員
  - 11月 - 欧州出張（- 1889年9月）
- 1889年（明治22年）12月 - 砲兵中佐・砲兵第1方面提理
- 1890年（明治23年）3月 - 軍務局砲兵事務課長
- 1893年（明治26年）11月 - 砲兵大佐
- 1896年（明治29年）5月 - 軍務局砲兵課長
  - 10月 - 軍務局第1軍事課長・兼砲兵会議議長
- 1897年（明治30年）9月 - 陸軍少将・陸士校長・兼砲兵会議議長
- 1898年（明治31年）1月 - 陸軍次官・兼軍務局長（- 1900年4月）
- 1900年（明治33年）5月 - 陸軍総務長官
- 1901年（明治34年）2月 - 兼軍務局長（- 1902年4月）
- 1902年（明治35年）4月 - 陸軍中将・予備役・製鉄所長官
- 1904年（明治37年）8月22日 - 貴族院勅選議員[2]（- 1917年8月）
- 1907年（明治40年）9月 - 男爵
- 1914年（大正3年）7月 - 南満洲鉄道総裁（- 1917年7月）
- 1915年（大正4年）4月1日 - 後備役[3]
- 1917年（大正6年）7月 - 現役復帰・関東都督（- 1919年4月）
  - 8月17日 - 依願免貴族院議員[4]
- 1919年（大正8年）4月12日 - 退役[5]・貴族院議員[6]（- 1920年7月）
- 1920年（大正9年）6月 - 宮内大臣（- 1921年2月）
  - 7月9日 - 貴族院議員辞任[7]
- 1922年（大正11年）2月 - 枢密顧問官（- 1928年10月）
- 墓所は青山霊園(1イ11-16,17)

## 栄典
位階
- 1875年（明治8年）7月22日 - 従七位[8]
- 1880年（明治13年）7月20日 - 正七位[8]
- 1885年（明治18年）7月25日 - 従六位[8][9]
- 1891年（明治24年）12月28日 - 正六位[8][10]
- 1893年（明治26年）12月16日 - 従五位[8][11]
- 1897年（明治30年）10月30日 - 正五位[8][12]
- 1900年（明治33年）11月30日 - 従四位[8][13]
- 1905年（明治38年）12月20日 - 正四位[8]
- 1911年（明治44年）1月31日 - 従三位[8][14]
- 1914年（大正3年）8月20日 - 正三位[8]
- 1925年（大正14年）9月1日 - 従二位[8]
- 1928年（昭和3年）10月20日 - 正二位[8]

爵位
- 1907年（明治40年）9月23日 - 男爵[8][15]

勲章等
| 受章年                     | 略綬 | 勲章名                       | 備考 |
| -------------------------- | ---- | ---------------------------- | ---- |
| 1887年（明治20年）5月27日  |      | 勲六等単光旭日章             |      |
| 1892年（明治25年）5月28日  |      | 勲五等瑞宝章                 |      |
| 1895年（明治28年）10月21日 |      | 功四級金鵄勲章               |      |
| 1895年（明治28年）10月21日 |      | 双光旭日章                   |      |
| 1895年（明治28年）11月18日 |      | 明治二十七八年従軍記章       |      |
| 1897年（明治30年）5月10日  |      | 勲四等瑞宝章                 |      |
| 1900年（明治33年）12月20日 |      | 勲三等瑞宝章                 |      |
| 1901年（明治34年）12月27日 |      | 勲二等旭日重光章             |      |
| 1902年（明治35年）5月10日  |      | 明治三十三年従軍記章         |      |
| 1906年（明治39年）4月1日   |      | 勲一等旭日大綬章             |      |
| 1906年（明治39年）4月1日   |      | 明治三十七八年従軍記章       |      |
| 1912年（大正元年）8月1日   |      | 韓国併合記念章               |      |
| 1915年（大正4年）11月10日  |      | 大礼記念章（大正）           |      |
| 1920年（大正9年）11月1日   |      | 旭日桐花大綬章               |      |
| 1920年（大正9年）11月1日   |      | 大正三年乃至九年戦役従軍記章 |      |
| 1920年（大正9年）11月1日   |      | 戦捷記章                     |      |
| 1921年（大正10年）7月1日   |      | 第一回国勢調査記念章         |      |
| 1928年（昭和3年）10月20日  |      | 帝都復興記念章               |      |

外国勲章佩用允許
| 受章年                     | 国籍           | 略綬 | 勲章名                             | 備考 |
| -------------------------- | -------------- | ---- | ---------------------------------- | ---- |
| 1889年（明治22年）10月31日 | ロシア帝国     |      | 神聖アンナ第三等勲章               |      |
| 1898年（明治31年）4月29日  | イタリア王国   |      | 王冠第二等勲章                     |      |
| 1899年（明治32年）7月4日   | 大清帝国       |      | 第二等第二双竜宝星                 |      |
| 1901年（明治34年）10月4日  | プロイセン王国 |      | 王冠第一等勲章                     |      |
| 1902年（明治35年）3月25日  | フランス共和国 |      | レジオンドヌール勲章コマンドゥール |      |
| 1903年（明治36年）9月21日  | 大清帝国       |      | 第二等第一双竜宝星                 |      |
| 1919年（大正8年）4月17日   | 支那共和国     |      | 一等文虎勲章                       |      |
| 1920年（大正9年）9月25日   | ルーマニア王国 |      | エトアル・ド・ルーマニー第一等勲章 |      |

## 親族
- 次男 中村貫之
- 末男 中村健兒
- 三女 みつ子 兒玉友雄（児玉源太郎陸軍大将の子）の妻。
- 娘婿 中川正左、成瀬正二
- 曾孫 橋本久美子 橋本龍太郎元首相夫人。

## 伝記
- 石井満『中村雄次郎伝』中村雄次郎伝記刊行会、1943年。